# القرنفل الأبيض (مسلسل)
القرنفل الأبيض (بالتركية: Beyaz Karanfil) هو مسلسل تركي من إنتاج عام 2014 عن طريق قناة أي تي في

## القصة
يكون دور حقان بوياف ضابط يعمل في مكافحة المخدرات ويكون أسمه بالمسلسل «صالح»، ويكون دور علي سورمالي وتاجر مخدرات على مستوى عالي من الخبرة والترويج لها ويكون أسمه بالمسلسل «عثمان». يكون دور كنعان جوبان بستاني فقير يعمل في حديقة لدى عثمان، ويدخل إلى السجن بسببه وبعدها تمر أيام صعبه داخل السجن وبعد انتهاء فترة السجن سيحاول ان يتحرك بأخذ بالانتقام بعد أن ذهبت كل أيامه الجميلة السابقة ويكون أسمه بالمسلسل «زولفي»

## ابطال المسلسل
حقان بوياف بدور صالح
علي سورمالي بدور برهان
كنعان جوبان بدور زولفي